# جيمس واني إيغا
جيمس واني ايغا (1949 -) هو نائب رئيس جنوب السودان، وكان سابقا رئيس الجمعية التشريعية الوطنية والأمين العام للحركة الشعبية.